# 方维夏
方维夏（1880年—1936年4月23日），又名绪光、肖国，号竹雅，湖南省平江县人，中國教育家、革命家。曾任中华民国湖南省政府议员，中华苏维埃共和国临时中央政府总务厅厅长，1934年红军长征后留在湘赣边区游击战斗，最终与红四军团会合，但由于遭人举报在桂东县沙田地区被处决。
在就读湖南省立第一师范学校的时候与毛泽东等结下深刻友谊。

## 履历
1. 1918年被聘为湖南省省长公署教育科长，省教育会会长。
2. 1922年兼为湖南省省议员。
3. 1924年由李立三介绍加入中国共产党。
4. 1925年7月任国民革命军第二军第五师党代表，並參與广州起义。
5. 1928年被派就读于莫斯科中山大学，并参加中共第六次全国代表大会。
6. 1931年任闽西红军学校政治部主任。
7. 1931年任中华苏维埃共和國临时中央政府总务厅厅长。
8. 1933年调任湘赣省教育部长兼司法部长，并于其间创办多处教育机构。

## 著作
- 《中等学校农业教科书》上、中、下三册。
- 《儿童训育法询》
- 《红色湘赣》
- 《湘赣斗争》
- 《识字课本》仅主编一册。

## 纪念
中華人民共和國成立后，在其被杀的桂东县县城有以其名命名的街道。